# Telephanus haroldi
Telephanus haroldi es una especie de coleóptero de la familia Silvanidae.

## Distribución geográfica
Habita en Panamá y Venezuela.